# Квадратный корень из 5
2,2360679774 9978969640 9173668731 2762354406 1835961152 
5724270897 2454105209 2563780489 9414414408 3787822749 
6950817615 0773783504 2532677244 4707386358 6360121533
4527088667 7817319187 9165811276 6453226398 5658053576
1350417533 7850034233 9241406444 2086432539 0972525926
2722887629 9517402440 6816117759 0890949849 2371390729 
7288984820 8864154268 9894099131 6935770197 4867888442
5089754132 9561831769 2149997742 4801530434 1150359576
6833251249 8815178139 4080005624 2085524354 2235556106 
3063428202 3409333198 2933959746 3522712013 4174961420 
2635904737 8855043896 8706113566 0045757139 9565955669
5691756457 8221952500 0605392312 3400500928 6764875529
7220567662 5366607448 5853505262 3306784946 3342224231
7637277026 6324076801 0444331582 5733505893 0981362263
4319868647 1946989970 1808189524 2644596203 4522141192
2329125981 9632581110 4170495807 0481204034 5599494350 
6855551855 5725123886 4165501026 2436312571 0244496187
8942468290 3404474716 1154557232 0173767659 0460918529
5756035779 8439805415 5380779064 3936397230 2875606299
9482213852 1773485924 5351512104 6345555040 7072278724
Квадратный корень из числа 5 — положительное действительное число, которое при умножении само на себя даёт число 5. Это иррациональное и алгебраическое число.
Округлённое значение 2.236 является правильным с точностью до 0,01 %. Компьютерная вычисленная точность составляет не менее 1 000 000 знаков.
Может быть выражено в виде непрерывной дроби [2; 4, 4, 4, 4, 4, 4, …], последовательно это дроби:
{\displaystyle {\color {OliveGreen}{\frac {2}{1}}},{\frac {7}{3}},{\color {OliveGreen}{\frac {9}{4}}},{\frac {20}{9}},{\frac {29}{13}},{\color {OliveGreen}{\frac {38}{17}}},{\frac {123}{55}},{\color {OliveGreen}{\frac {161}{72}}},{\frac {360}{161}},{\frac {521}{233}},{\color {OliveGreen}{\frac {682}{305}}},{\frac {2207}{987}},{\color {OliveGreen}{\frac {2889}{1292}}},\dots }
Через бесконечный вложенный радикал:
{\displaystyle {\sqrt {5}}={\sqrt {\sqrt {20+{\sqrt {20+{\sqrt {20+...}}}}}}}\dots }

## Вавилонский метод
Вычисление корня из {\displaystyle 5}, начиная с {\displaystyle r_{0}=2}, где {\displaystyle r_{n+1}={\frac {r_{n}+{\tfrac {5}{r_{n}}}}{2}}}:
{\displaystyle {\frac {2}{1}}=2.0,\quad {\frac {9}{4}}=2.25,\quad {\frac {161}{72}}=2.23611\dots ,\quad {\frac {51841}{23184}}=2.2360679779\ldots }

## Золотое сечение
Золотое сечение {\displaystyle \Phi } — среднее арифметическое 1 и корня из 5.
({\displaystyle \varphi =1/\Phi }) алгебраически можно выразить так:
{\displaystyle {\sqrt {5}}=\varphi +\Phi =2\varphi +1=2\Phi -1}
{\displaystyle \varphi ={\frac {{\sqrt {5}}-1}{2}}}
{\displaystyle \Phi ={\frac {{\sqrt {5}}+1}{2}}.}
Числа Фибоначчи могут быть выражены через корень из 5 так:
{\displaystyle F\left(n\right)={{\Phi ^{n}-(1-\Phi )^{n}} \over {\sqrt {5}}}.}
Отношение √5 к {\displaystyle \Phi } и наоборот дают интересные зависимости непрерывных дробей с числами Фибоначчи и числами Люка:
{\displaystyle {\frac {\sqrt {5}}{\Phi }}=\varphi \cdot {\sqrt {5}}={\frac {5-{\sqrt {5}}}{2}}=1.3819660112501051518\dots =[1;2,1,1,1,1,1,1,1,\dots ]}
{\displaystyle {\frac {\Phi }{\sqrt {5}}}={\frac {1}{\varphi \cdot {\sqrt {5}}}}={\frac {5+{\sqrt {5}}}{10}}=0.72360679774997896964\dots =[0;1,2,1,1,1,1,1,1,\dots ].}
{\displaystyle {1,{\frac {3}{2}},{\frac {4}{3}},{\frac {7}{5}},{\frac {11}{8}},{\frac {18}{13}},{\frac {29}{21}},{\frac {47}{34}},{\frac {76}{55}},{\frac {123}{89}}},\dots \dots [1;2,1,1,1,1,1,1,1,\dots ]}
{\displaystyle {1,{\frac {2}{3}},{\frac {3}{4}},{\frac {5}{7}},{\frac {8}{11}},{\frac {13}{18}},{\frac {21}{29}},{\frac {34}{47}},{\frac {55}{76}},{\frac {89}{123}}},\dots \dots [0;1,2,1,1,1,1,1,1,\dots ].}

## Алгебра
Кольцо {\displaystyle \mathbb {Z} \left[\,{\sqrt {-5}}\,\right]} содержит числа вида {\displaystyle a\,+\,b{\sqrt {-5}}}, где a и b целые числа и {\displaystyle {\sqrt {-5}}=i{\sqrt {5}}} — мнимое число. Это кольцо является примером области целостности, не являющейся факториальным кольцом.
Число 6 представляется в данном кольце двумя способами:
{\displaystyle 6=2\cdot 3=(1-{\sqrt {-5}})(1+{\sqrt {-5}}).}
Поле {\displaystyle \mathbb {Q} \left[\,{\sqrt {5}}\,\right]} — абелево расширение рациональных чисел.
Теорема Кронекера — Вебера утверждает, что корень из 5 можно выразить линейной комбинацией корней из единицы:
{\displaystyle {\sqrt {5}}=e^{2\pi i/5}-e^{4\pi i/5}-e^{6\pi i/5}+e^{8\pi i/5}.}

## Тождества Рамануджана
Корень из 5 появляется во множестве тождеств Рамануджана с непрерывными дробями.
Например, случай непрерывных дробей Роджерса-Рамануджана:
{\displaystyle {\cfrac {1}{1+{\cfrac {e^{-2\pi }}{1+{\cfrac {e^{-4\pi }}{1+{\cfrac {e^{-6\pi }}{1+\ddots }}}}}}}}=\left({\sqrt {\frac {5+{\sqrt {5}}}{2}}}-{\frac {{\sqrt {5}}+1}{2}}\right)e^{2\pi /5}=e^{2\pi /5}\left({\sqrt {\varphi {\sqrt {5}}}}-\varphi \right).}
{\displaystyle {\cfrac {1}{1+{\cfrac {e^{-2\pi {\sqrt {5}}}}{1+{\cfrac {e^{-4\pi {\sqrt {5}}}}{1+{\cfrac {e^{-6\pi {\sqrt {5}}}}{1+\ddots }}}}}}}}=\left({{\sqrt {5}} \over 1+\left[5^{3/4}(\varphi -1)^{5/2}-1\right]^{1/5}}-\varphi \right)e^{2\pi /{\sqrt {5}}}.}
{\displaystyle 4\int _{0}^{\infty }{\frac {xe^{-x{\sqrt {5}}}}{\cosh x}}\,dx={\cfrac {1}{1+{\cfrac {1^{2}}{1+{\cfrac {1^{2}}{1+{\cfrac {2^{2}}{1+{\cfrac {2^{2}}{1+{\cfrac {3^{2}}{1+{\cfrac {3^{2}}{1+\ddots }}}}}}}}}}}}}}.}

## Доказательство иррациональности
Докажем, что число {\displaystyle {\sqrt {5}}} — иррациональное число. Докажем от противного. Допустим, что число {\displaystyle {\sqrt {5}}} можно представить в виде несократимой дроби {\displaystyle {\frac {n}{m}}}, где {\displaystyle m} — целое число, а {\displaystyle n} — натуральное:
{\displaystyle {\sqrt {5}}={\frac {n}{m}}\Rightarrow 5={\frac {n^{2}}{m^{2}}}\Rightarrow 5m^{2}=n^{2}}
{\displaystyle n^{2}} делится на {\displaystyle 5}, значит, {\displaystyle n} тоже делится на {\displaystyle 5}; следовательно, {\displaystyle n^{2}} делится на {\displaystyle 25}, а значит, {\displaystyle m} и {\displaystyle m^{2}} делится на {\displaystyle 5}. То есть, дробь можно сократить, а это противоречит изначальному утверждению. Значит, исходное утверждение было неверным, и {\displaystyle {\sqrt {5}}} — иррациональное число.